# Comuna Sprâncenata, Olt
Sprâncenata este o comună în județul Olt, Muntenia, România, formată din satele Bârseștii de Sus, Frunzaru, Sprâncenata (reședința) și Uria.

## Așezarea geografică
Comuna Sprâncenata este situată în Câmpia Română, pe malul stâng al Oltului, având o suprafață de 62 km², fiind alcătuită din satele Sprâncenata și Bârseștii de Sus (așezate de-a lungul drumului județean DJ 546: Slatina - Turnu Măgurele, între bornele kilometrice 47 și 54) și satele Frunzaru și Uria (așezate în lunca Oltului, chiar pe malul acestuia).
Comuna ocupă în cadrul județului Olt, o poziție sud-estică la o distanță de 51 km sud de municipiul Slatina (reședinta județului), 43 km nord de municipiul Turnu Măgurele și la 18 km atât de la sud la nord cât și de la est la vest, Sprâncenata are ca vecini la est comuna Radomirești, la sud comunele Crângeni și Plopii-Slăvitești (ambele din județul Teleorman), la vest comunele Scărișoara, Băbiciu și Gostavățu, iar la nord comunele Dăneasa și Radomirești.

## Relieful
Localitatea Sprâncenata, delimitată la est de apele Călmățuiului, iar la vest de cele ale Oltului, se află la circa 50 km de curba hipsometrică de 200 m care marchează limita geografică între Podișul Getic la nord și Câmpia Română la sud.
În acest sector microrelieful este format din crovuri și gorgane. Partea estică a acestei câmpii este străbătută de două văi aproape paralele cu Călmățuiul, numite Vâlceua Mare și Vâlceua Mică.

## Clima
Clima comunei Sprâncenata este o clima temperat-continentală de tranziție, iar în raport cu relieful existent este o climă de câmpie cu mici influențe datorate factorilor locali.
Valoarea medie anuală a temperaturii aerului este de +10.9 °C.

## Apele
Principalul râu al rețelei hidrografice a comunei Sprâncenata este Oltul, situat în partea de vest a teritorului comunei, un principal mijloc de comunicare cu lumea intercarpatică și dunăreano-pontică.
Pe teritoriul comunei, Oltul are un debit multianual de 167 m³/s în dreptul satului Frunzaru, unde a fost construită o hidrocentrală, un lac de acumulare, un nod hidrotehnic pentru bararea transversală a Oltului și o ecluză pentru navigație.
Un alt râu este Călmățuiul situat în partea de est a comunei, un râu tipic de câmpie cu valea meandrată și scurgere intermitentă.
Cel de-al treilea râu este Saiul, care pornește de la Comani și adună toate apele care izvorăsc de sub terasa stângă a Oltului și care se varsă direct în Dunăre.

## Solurile
Pe teritoriul comunei Sprâncenata întâlnim mai multe tipuri de sol ca: cernozimul brun-închis și brun-roșcat, cernoziomuri spălate (levigate), caracteristice zonelor de stepă și silvostepă, regosoluri și soluri aluvionare.

## Flora și fauna
Flora și fauna comunei este caracteristică zonei de stepă, pădure și luncă.
Ca formațiune vegetală, pădurea ocupă o suprafață relativ mică, alcătuită din: stejar, frasin, carpen, arțar, etc. Pe malul Oltului întâlnim pădurile de luncă și zăvoaiele.
Varietatea reliefului și a vegetației a determinat existența unui însemnat număr de animale și pasari ca: mistrețul, căprioara, vulpea, iepurele, hârciogul, șoarecele de câmp, popândăul, dihorul, viezurele etc. Pe lângă animale, o mare varietate de păsări încântă văzul și auzul călătorului, printre care amintim: privighetoarea, ciocârlia, vrabia, sticletele, turturica, ciocănitoarea, coțofana, fazanul etc.

## Demografie
Componența etnică a comunei Sprâncenata
     Români (90,94%)
     Alte etnii (9,06%)
Componența confesională a comunei Sprâncenata
     Ortodocși (90,49%)
     Alte religii (0,35%)
     Necunoscută (9,16%)
Conform recensământului efectuat în 2021, populația comunei Sprâncenata se ridică la 2.008 locuitori, în scădere față de recensământul anterior din 2011, când fuseseră înregistrați 2.694 de locuitori. Majoritatea locuitorilor sunt români (90,94%). Din punct de vedere confesional, majoritatea locuitorilor sunt ortodocși (90,49%), iar pentru 9,16% nu se cunoaște apartenența confesională.

## Politică și administrație
Comuna Sprâncenata este administrată de un primar și un consiliu local compus din 11 consilieri. Primarul, Marin Mihăeșteanu[*], de la Partidul Social Democrat, este în funcție din iunie 2017. Începând cu alegerile locale din 2024, consiliul local are următoarea componență pe partide politice:
|  | Partid                          | Consilieri | Componența Consiliului | Componența Consiliului | Componența Consiliului | Componența Consiliului | Componența Consiliului | Componența Consiliului |
|  | ------------------------------- | ---------- | ---------------------- | ---------------------- | ---------------------- | ---------------------- | ---------------------- | ---------------------- |
|  | Partidul Social Democrat        | 6          |                        |                        |                        |                        |                        |                        |
|  | Partidul Național Liberal       | 3          |                        |                        |                        |                        |                        |                        |
|  | Alianța pentru Unirea Românilor | 2          |                        |                        |                        |                        |                        |                        |

## Personalități născute aici
- Cuzin Toma (n. 1977), actor.